# Skältjärnen
Skältjärnen är en sjö i Ockelbo kommun i Gästrikland och ingår i Gavleåns huvudavrinningsområde. Sjön har en area på 0,115 kvadratkilometer och ligger 224 meter över havet. Skältjärnen ligger i Skältjärnmuren Natura 2000-område.

## Delavrinningsområde
Skältjärnen ingår i det delavrinningsområde (675153-153687) som SMHI kallar för Utloppet av Skältjärnen. Medelhöjden är 246 meter över havet och ytan är 1,87 kvadratkilometer. Räknas de 2 avrinningsområdena uppströms in blir den ackumulerade arean 8,15 kvadratkilometer. Vattendraget som avvattnar avrinningsområdet har biflödesordning 3, vilket innebär att vattnet flödar genom totalt 3 vattendrag innan det når havet efter 88 kilometer. Avrinningsområdet består mestadels av skog (71 procent) och sankmarker (22 procent). Avrinningsområdet har 0,11 kvadratkilometer vattenytor vilket ger det en sjöprocent på 6 procent.